# Anaphes calendrae
Anaphes calendrae is een vliesvleugelig insect uit de familie Mymaridae. De wetenschappelijke naam is voor het eerst geldig gepubliceerd in 1927 door Arthur Burton Gahan.
De soort komt voor in de oostelijke helft van de Verenigde Staten; ze werd ontdekt in de staat Missouri. De larven zijn parasieten die leven in de eitjes van snuitkevers uit het geslacht Calendra of Calandra (deze geslachtsnaam is later ongeldig verklaard door de International Commission on Zoological Nomenclature; voormalige Calendra-soorten behoren nu tot Diaprepes, Sitophilus of Sphenophorus). Sommige van deze snuitkevers brengen schade toe aan de teelt van maïs en andere graansoorten en voedergrassen, en Anaphes calendrae komt dus in aanmerking voor de biologische bestrijding daarvan.
De volwassen insecten zijn erg klein; de vrouwtjes zijn 0,4 tot 0,9 mm lang. De grootte houdt verband met de grootte van het gastheereitje en van het aantal individuele parasieten dat erin opgroeide. Het gewone aantal is zeven parasieten per ei (een mannetje en zes vrouwtjes).